# فيتو فالكونيري
فيتو فالكونيري (بالإيطالية: Vito Falconieri)‏ (18 يونيو 1986 ببرينديزي في إيطاليا - ) هو لاعب كرة قدم إيطالي في مركز الهجوم. لعب مع نادي أسكولي ونادي بارما ونادي تورينو ونادي ريجيانا 1919 ونادي كاتانزارو ونادي كاتانيا ونادي كاسالي ونادي كروتوني وL'Aquila 1927 ‏ وBrindisi FC ‏ ونادي مونتيكياري واتحاد بافيا لكرة القدم ونادي تارانتو 1927 ونادي غوبيو ونادي جيلا وSantarcangelo Calcio ‏.

## روابط خارجية
- فيتو فالكونيري على موقع قاعدة بيانات كرة القدم.إي يو (الإنجليزية)
- فيتو فالكونيري على موقع Soccerway.com (الإنجليزية)
- فيتو فالكونيري على موقع عالم كرة القدم.نت (الإنجليزية)
- فيتو فالكونيري على موقع AS.com (الإسبانية)